# Rowenta
Rowenta — немецкий производитель мелкой бытовой техники и приборов по уходу за собой. С 1988 года является собственностью французской Groupe SEB. Штаб-квартира немецкого подразделения Rowenta Werke GmbH располагается в Эрбахе, Германия.

## История бренда Rowenta
В 1909 году немец Роберт Вейнтрауд (Robert Weintraud) основывает компанию Robert Weintraud GmbH & Co KG и регистрирует марку Rowenta. Новое производство выпускает письменные и туалетные принадлежности, а также аксессуары для курения. Первые бытовые приборы, на которых в дальнейшем стала специализироваться компания Rowenta, были выпущены в 20-х годах XX века. В первую серию приборов вошли утюг, тостер, кофеварка и чайник.
В 1949 году был выпущен первый утюг с термостатом, а в 1957 — первый утюг с функцией отпаривания.
В 1974 году Rowenta выпустила свой первый пылесос. Эта продукция и сегодня играет важную роль для марки и продолжает свою историю.

## Марка Rowenta в СССР и постсоветских странах
В СССР продукция Rowenta впервые появилась в 1982 году.

В 1994 году в Москве было создано представительство Rowenta.

В 2008 году при поддержке Rowenta прошел финал ежегодного открытого модельного конкурса Elite Model Look Russia 2008. В ходе награждения победительниц конкурса была определена «девушка Rowenta», которой стала Браввэ Катерина (г. Пермь).

В 2008 году Rowenta отметила столетие марки, выпустив приборы из серии Золотой Век.

В 2005, 2007, 2008 годах приборы Rowenta удостаивались премии «Народная Марка»

На сегодняшний день в Группе СЕБ в России, Украине и в странах СНГ работают более 300 сотрудников.
Прежний девиз бытовой техники марки Rowenta — «Rowenta. Радость в Вашем доме».

## Приборы, выпускаемые под маркой Rowenta
- Утюги с функцией отпаривания
- Дорожные утюги
- Пылесосы для сухой уборки
- Пылесосы для сухой и влажной уборки
- Пылесосы без мешка для сбора пыли
- Вентиляторы
- Увлажнители воздуха
- Тепловентиляторы
- Капельные кофеварки
- Кофеварки эспрессо
- Электрические чайники
- Фены
- Фен-щетки
- Приборы для укладки и стрижки волос
- Эпиляторы
- Наборы для маникюра
- Косметические зеркала
- Гидромассажные ванночки